# 皮內 (阿肯色州波普縣)
皮內（英語：Piney）是位於美國阿肯色州波普縣的一個非建制地區。該地的面積和人口皆未知。

## 地理
皮內的座標為35°26′26″N 93°11′25″W / 35.44056°N 93.19028°W，而該地的平均海拔高度為165米（即541英尺）。